# Guane (Cuba)
Guane (Cuba) és una localitat i també un municipi cubà pertanyent a la Província de Pinar del Río. És una regió fonamentalment tabaquera, compta amb una població de 35.893 habitants i una extensió superficial de 717 km².

## Geografia
Limita al nord amb el municipi de Minas; al sud amb el municipi Sandino; a l'est amb el municipi de San Juan y Martínez i el Mar Carib, Ensenada de Cortés; i a l'oest amb el municipi de Mantua.

## Nuclis de població
Actualment el municipi està dividit en 8 Consells Populars:
| Consejo Popular         | Población (2011) | Área (km²) |
| ----------------------- | ---------------- | ---------- |
| Guane 1                 | 6 429            | 19.70      |
| Guane 2                 | 7 004            | 60.30      |
| Isabel Rubio            | 7 049            | 29.92      |
| Molina - El Valle       | 3 358            | 105.50     |
| Sábalo                  | 3 390            | 61.50      |
| Combate de las Tenerías | 2 132            | 77.00      |
| Los Portales            | 3 306            | 125.00     |
| Punta de la Sierra      | 3 050            | 238.37     |
| Total                   | 35 718           | 717.29     |